# Jacques Grimonpon
Jacques Grimonpon (født 30. juli 1925 i Tourcoing, Frankrig, død 23. januar 2013 i Cap Ferret) var en fransk fodboldspiller, der spillede som forsvarer. Han var tilknyttet Lille OSC, Le Havre AC, Olympique Lyon og Girondins Bordeaux. Han var med på det franske hold ved VM i 1954 i Schweiz., men nåede aldrig at komme på banen i en landskamp.